# Neohelota indicator
Neohelota indicator is een keversoort uit de familie Helotidae. De wetenschappelijke naam van de soort is voor het eerst geldig gepubliceerd in 1905 door Ritsema.